# Pampuchy

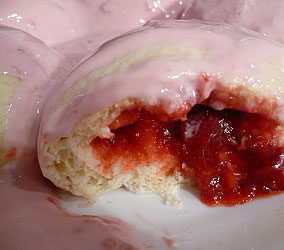
Pyza drożdżowa z nadzieniem z truskawek, polana jogurtem owocowym.

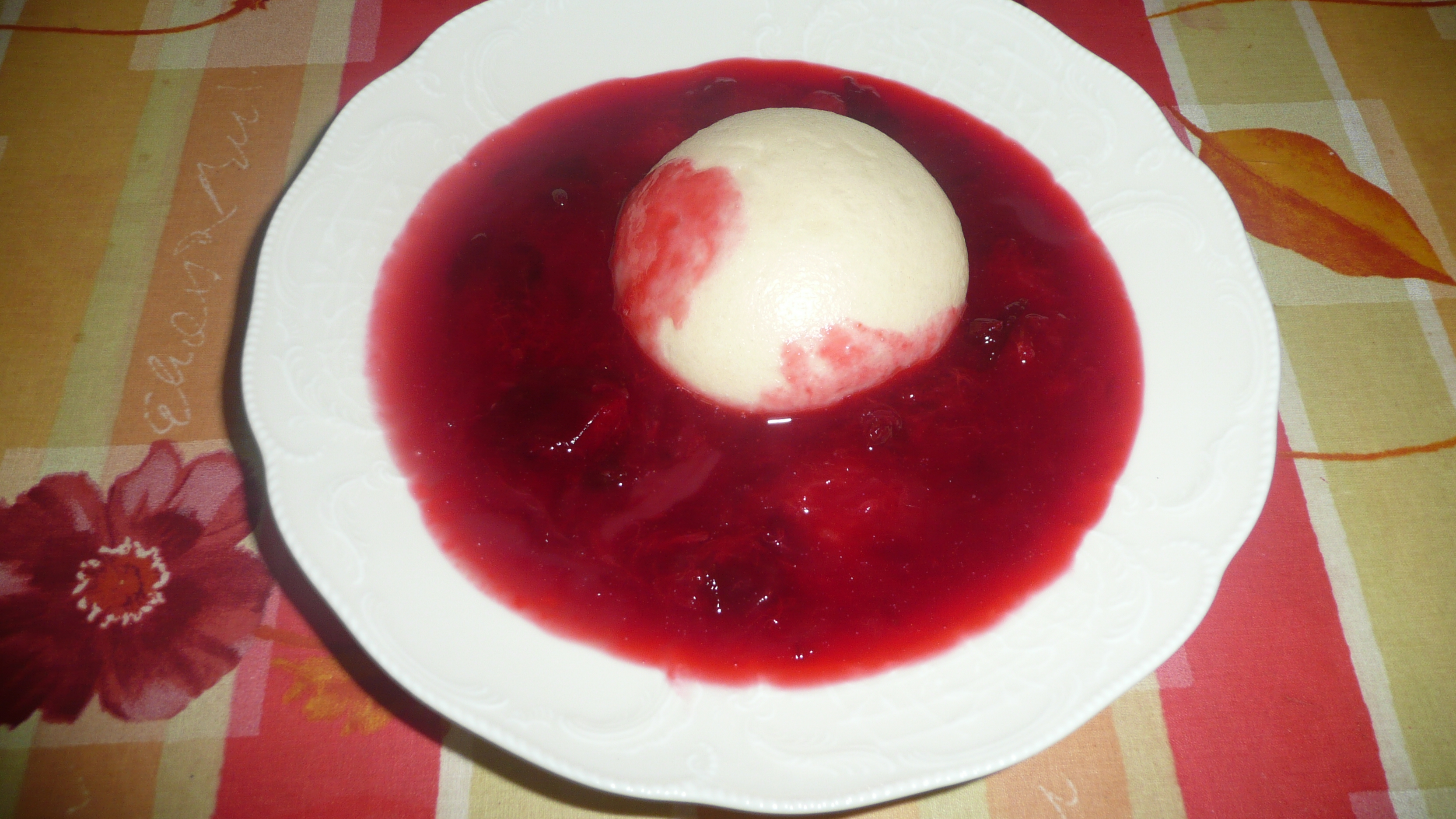
Zupa śliwkowa podana z pyzą drożdżową

Pampuchy (pyzy, pyzy drożdżowe, pączki/bułki/kluski na parze, kluski parowe/parowane, parzaki, parowańce, parowce, paruchy, ruchańce, ruchane kluski, śl. buchty) – w kuchni polskiej, rodzaj dużych klusek (pączków, pyz) wyrabianych z ciasta drożdżowego i gotowanych na parze. Ugotowana kluska ma kształt kulisty, płaski od spodu, a konsystencję sprężystą, pulchną i miękką.
Pyzy z ciasta drożdżowego podaje się na ciepło. Na słodko, jako legumina: serwowane z twarogiem, owocami, dżemem lub cukrem, polane śmietaną lub roztopionym masłem. Na słono: jako dodatek do mięs duszonych z sosami lub jako indywidualne danie gdy okraszone są np. stopionym masłem, skwarkami ze stopionej słoniny lub wędzonym boczkiem. 
Mogą być przygotowywane z nadzieniem. Regionalnie nazywane również pierogami lub warenikami.
Pyzy w postaci półproduktu do przygotowania w kuchennej łaźni parowej można kupić w sklepach spożywczych.

## Kujawy
Wyrób z Kujaw, nazwany „Bułki na parze / Pampuchy z Kujaw”, znajduje się od 1 lutego 2017 na „Liście produktów tradycyjnych” Ministerstwa Rolnictwa i Rozwoju Wsi.
Potrawa ta należała dawniej do codziennego menu kuchni kujawsko-pomorskiej jako danie obiadowe lub przekąska. Podawane z sosami, na słono także z mięsem oraz na słodko z kwaśną śmietaną i cukrem lub z owocami.

## Lubelszczyzna
Na „Liście produktów tradycyjnych” Ministerstwa Rolnictwa i Rozwoju Wsi znajdują się:
- „Parowańce / wareniki – kluski gotowane na parze z Bubel Granny” – pyzy z okolic wsi Bubel-Granna w gminie Janów Podlaski[17]
- „Parowańce z kaszą jaglaną” – pochodzące z okolic wsi Kąkolewnica pyzy z mało słodkim nadzieniem z kaszy jaglanej[13];
- „Parowańce brzozowickie z kapustą i grzybami” – pochodzące z okolic wsi Brzozowica Mała w gminie Kąkolewnica pyzy z lekko słonym nadzieniem z leśnych grzybów i kapusty[11].
- „Parowańce z serem” – pochodzące z okolic wsi Kąkolewnica pyzy ze słodkawym lub słonym nadzieniem z białego sera, o aromacie wanilii lub mięty[12].
- „Parowańce skromowskie z serem” – pochodzące z okolic wsi Wola Skromowska w gminie Firlej pyzy z nadzieniem z białego sera, żółtek i cukru waniliowego[18].
- „Parowańce żakowolskie z soczewicą” – pochodzące z okolic wsi Żakowola Poprzeczna w gminie Kąkolewnica pyzy z lekko słonym nadzieniem z ugotowanej, zmielonej soczewicy z dodatkiem smażonej cebuli[19].

## Wielkopolska
W Poznańskiem (gw. kluchy na łachu, parowce, parowańce, kluchy z łacha, kluchy na lumpie) ciasto przyrządza się z zaczynu drożdżowego (drożdże z dodatkiem niewielkich ilości mleka, mąki, cukru i soli), który następnie mieszany jest z właściwymi składnikami ciasta (mąka, jaja, mleko). Do wyrobionego ciasta dodaje się roztopioną margarynę. Garnek z wrzącą wodą obwiązywany jest lnianą ściereczką, na którą układane są kulki z przygotowanego ciasta drożdżowego – po przykryciu są gotowane przez ok. 20 minut. Tradycyjnie polegało to na obwiązaniu garnka z wodą fragmentem niezbyt napiętego kawałka płótna, na który układało się pyzy (stąd nazwa "z łacha"), całość zaś przykrywało się pokrywką.
Typowy dla Wielkopolski uroczysty obiad to kaczka domowa pieczona z jabłkami i majerankiem, podawana wraz z pyzami drożdżowymi i modrą kapustą.
W Kaliskiem (pyzy, parówki, pampuchy) ciasto na pyzy przygotowuje się z zaczynu drożdżowego z dodatkiem mleka, cukru i mąki wyrabianego z mąką, jajami, masłem i dodatkiem soli. Tradycyjnie podaje się je do pieczonego schabu i słodko-kwaśnej zasmażanej białej kapusty lub nadziewane owocami z topionym masłem, cukrem i cynamonem.

## Górny Śląsk
Na Górnym Śląsku (buchty, porównaj ciasto „buchty”) podawane są zazwyczaj z kompotem z jagód (czarnych borówek), powidłami, wieprzowiną, kapustą kiszoną lub polane topionym masłem i posypane cukrem.
Wyrób ze Śląska Opolskiego, nazwany „Buchty śląskie, czyli kluski drożdżowe gotowane na parze”, znajduje się od 6 marca 2007 na „Liście produktów tradycyjnych” Ministerstwa Rolnictwa i Rozwoju Wsi.